# Portret Alofa de Wignacourta
Portret Alofa de Wignacourta – obraz namalowany w 1607 r. przez włoskiego artystę barokowego Caravaggia.

## Przedstawienie
Malując portret Alofa de Wignacourta wielkiego mistrza zakonu joannitów, Caravaggio ukazał świetność i militarną potęgę. Typ portretu przypomina heroiczne przedstawienia renesansowych rycerzy, autorstwa Tycjana czy Veronesego. Okryty zbroją Wignacourt stoi przodem do nas, wygląda groźnie, jego rysy są tylko z lekka wyidealizowane (brodawka na nosie pomniejszona).

## Wydźwięk dzieła
Wignacourtowi tak przypadły do gustu portrety namalowane przez Caravaggia (było ich więcej, choć zachował się tylko ten jeden), że uczynił go Kawalerem Magistralnym, przyjmując tym samym do zakonu.